# 45 Евгенија
45 Евгенија (енгл. 45 Eugenia) је астероид главног астероидног појаса. Приближан пречник астероида је 214,63 km,
а средња удаљеност астероида од Сунца износи 2,719 астрономских јединица (АЈ).
Инклинација (нагиб) орбите у односу на раван еклиптике је 6,610 степени, а орбитални период износи 1638,433 дана (4,485 године). Ексцентрицитет орбите астероида износи 0,081.
Апсолутна магнитуда астероида износи 7,46 а геометријски албедо 0,039.
Астероид је откривен 27. јуна 1857. године.